# Mănăstirea Maglavit
Mănăstirea Maglavit este o mănăstire ortodoxă din România, situată în comuna Maglavit din județul Dolj. 
Istoria mănăstirii începe în anul 1935, când ciobanul Petrache Lupu pretinde că i s-a arătat Dumnezeu trei vineri la rând. În revelațiile sale, Dumnezeu îl îndemna pe cioban să întoarcă oamenii la credința adevărată, oferindu-i îndemnuri simple: oamenii să nu se mai urască, să se iubească, femeile să nu mai omoare copiii, copiii să fie bine primiți în cadrul cald al familiei. 
Aceste vorbe ale "Moșului " i-au schimbat ciobanului viața, acesta predicând mulțumilor cuvintele primite. La prima sfințire a acestui lăcaș, în 1935, au participat cca. 20.000 de oameni, veniți din toată țara pentru a-l asculta pe cioban. Pe locul unde Dumnezeu i s-a arătat, în 1935 s-au pus bazele construirii unui lăcaș de cult .
Regimul comunist a oprit lucrările, ciobanul a fost întemnițat, iar mănăstirea a devenit o ruină. După căderea regimului comunist din 1989, s-au reluat lucrările, iar biserica a fost sfințită la 8 septembrie 2019, odată cu sărbătoarea hramului mănăstirii. 
În prezent mănăstirea activează ca mănăstire de maici cu viață de obște (vatra monahală numără 4 viețuitoare si un preot ieromonah). 
La mănăstirea Maglavit se gaseste o icoana a Maicii Domnului Prodromița primită în dar de la Sfântul Munte Athos, iar în dreapta Bisericii se află mormântul ciobanului Petrache Lupu!